# 波音747意外事件列表

## 1970年代
- 1970年9月6日，泛美航空93號班機為一架波音747-121型客機（編號N752PA）遭解放巴勒斯坦人民陣線劫持至約旦。當機上人質被釋放後，此機被炸彈炸毀。這架亦是首架報廢的波音747。
- 1971年7月30日，泛美航空845號班機為一架波音747-121型客機（編號N747PA），在舊金山國際機場起飛時撞上進近燈桿，機體被刺穿，導致2人重傷，飛機起飛後返航，另有27人在逃生時受傷。
- 1973年7月23日，日本航空404號班機為一架波音747-246B型客機（編號JA8109），從阿姆斯特丹史基浦機場起飛后不久即遭日本赤軍和解放巴勒斯坦人民陣線成員的劫持，飛機最後被劫至班加西，機上人員被釋放后飛機也被炸毀，其中1名劫機者在機上被手榴彈意外炸死。
- 1974年11月20日，德國漢莎航空540號班機為一架波音747-130型客機（編號D-ABYB），從肯亞內羅畢的喬莫·肯雅塔國際機場24號跑道起飛後不久因失速墜毀。機上140名乘客和17名機組人員中，59人罹難。這宗空難是波音747客機的首宗事故。
- 1975年6月12日，法国航空193号班机是一架1973年出厂的波音747-128型客机（編號N28888），在印度新德里国际际场降落时滑出跑道，但200多名乘客无人伤亡。
- 1975年12月16日，日本航空422號班機为一架波音747-246B（注册编号：JA8122），从巴黎经伦敦、安克雷奇飞往东京，在泰德·史蒂文斯安克雷奇國際機場因滑行道結冰而滑出滑行道並撞上路堤，造成機身損壞，2人重傷，9人輕傷。
- 1976年5月9日，伊朗空军48号班机为一架波音747-131SF（編號5-8104），在西班牙马德里遭雷击坠毁，机上17人全部遇难。
- 1977年3月27日，通稱特內里費空難、加那利空難，事件中荷蘭皇家航空4805號班機為一架波音747-206B型客機（編號PH-BUF），與美國泛美航空1736號班機為另一架波音747-121型客機（編號N736PA），在西班牙特內里費島洛斯羅迪歐機場跑道上高速相撞，事件造成兩機上多達583名的乘客與組員死亡。其中荷航4805號班機上無人生還，而泛美航空1736號班機只有61人生還。這是迄今為止除911事件外死傷最慘重的空難意外。
- 1978年1月1日，印度航空855號班機為一架波音747-237B型客機（編號VT-EBD），因飛機儀表失靈，加上機師判斷失誤，導致飛機在阿拉伯海墜毀。機上190名乘客和23名機組人員無人生還。
- 1978年8月9日，雅典時間下午二時，一架編號為SX-OAA的波音747-200型客機在執行奧林匹克航空411號班機時，起飛途中突然3號引擎故障，飛機無法爬升幾乎墜毀，後來在飛離郊區後引擎推力增加後返回雅典國際機場迫降，無人傷亡。

## 1980年代
- 1980年11月19日，大韓航空015號班機為一架波音747-2B5B型客機（編號HL7445），在南韓金浦國際機場降落時因天氣惡劣滑出跑道，撞向跑道旁瀾水壩後爆炸起火，6名機組人員及8名乘客死亡。
- 1982年6月24日，英國航空009號班機為一架波音747-236B客機（編號G-BDXH），在印尼西爪哇加倫谷外海因飛入一片火山灰雲，四具勞斯萊斯RB211型引擎被火山灰塞住。飛機成功緊急降落雅加達蘇卡諾-哈達國際機場。
- 1983年9月1日，大韓航空007號班機為一架波音747-230B型客機（編號HL7442），因誤入蘇聯堪察加半島東北領空，遭蘇聯空軍的Su-15戰鬥機擊落於庫頁島西南方外海。機上240名乘客和29名機組人員無人生還。
- 1983年11月27日，哥倫比亞航空11號班機為一架波音747-283B型客機（編號HK-2910X），在馬德里馬德里巴拉哈斯機場進場時，偏離航道墜毀。機上169名乘客及23名機組人員中，只有11人生還。
- 1985年2月19日，中華航空006號班機為一架波音747SP-09型客機（編號N4522V），因為飛機4號引擎失靈，加上飛航工程師失誤，導致飛機以接近音速的速度急速下墜，飛機嚴重損毀，最後飛機降落于舊金山國際機場。2名乘客受重傷，22名乘客受輕傷。令人驚奇的是該747已遠遠超出操作極限，最終仍平安降落。
- 1985年3月16日，法国联合航空的一架波音747-3B3（编号F-GDUA，1982年制造）在巴黎夏尔·戴高乐机场清洁客舱期间烧毁，无人伤亡。
- 1985年6月23日，印度航空182號班機為一架波音747-237B型客機（編號VT-EFO），在由加拿大蒙特利爾機場前往倫敦希斯路機場途中，在愛爾蘭南面的大西洋上空，發生炸彈爆炸。機上307名乘客及22名機組人員無人生還。
- 1985年8月12日，日本航空123號班機為一架波音747-146SR型客機（編號JA8119），在由東京國際機場前往大阪國際機場途中，飛機墜落在關東地區群馬縣御巢鷹山區附近的高天原山，機上524人裡只有4人倖免，死者包括名歌星坂本九。成為民航史上只牽涉到單一一架飛機的空難裡，死亡人數的最高紀錄。
- 1986年9月5日，泛美航空073航班為一架波音747客機（編號N656PA），由巴基斯坦卡拉奇真納國際機場（Jinnah International Airport）前往德國法蘭克福國際機場途中遭劫機，之後被阿布·尼達爾組織安排的炸彈爆炸。機上379人裡有20人死亡。
- 1987年11月28日，南非航空295號班機為一架波音747-244BM型客機（編號ZS-SAS），由台灣中正國際機場（今桃園國際機場）前往南非約翰內斯堡國際機場，即將降落毛里裘斯西沃薩古爾·拉姆古蘭爵士國際機場（Sir Seewoosagur Ramgoolam International Airport）加油前，主貨艙突然起火，飛機不久後在毛里裘斯附近的印度洋墜毀。機上140名乘客及19名機組人員無人生還。
- 1988年12月21日，泛美航空103航班為一架波音747-121型客機（編號N739PA），由倫敦希斯路機場前往紐約甘迺迪國際機場途中，在蘇格蘭邊境小鎮洛克比上空，被恐怖份子安排的炸彈爆炸，飛機被炸成數段。機頭駕駛艙在蘇格蘭村莊Tundergarth中一間小教堂旁邊的田野墜地，而機身主要部分墜落在洛克比舍伍德新月廣場（Sherwood Crescent）。機上243名乘客及16名機組人員無人生還，地面11人死亡。21間房屋因損毀嚴重而須拆卸，史稱“洛克比空難”。
- 1989年2月19日，飛虎航空66號班機為一架747-249F型貨機（編號N807FT），於馬來西亞因接收當地塔台非標準用語而墜機，機上4名機員無一生還。
- 1989年2月24日，聯合航空811號班機為一架波音747-122型客機（編號N4713U），由夏威夷檀香山國際機場飛往新西蘭奧克蘭國際機場途中，當飛機攀升至22,000-23,000呎上空時突出現爆炸，機身右前方出現大洞。飛機成功緊急降落檀香山國際機場。機上337名乘客及18名機組人員中，9人死亡。事件起因是貨艙的控制電動門鎖的裝置沒有關掉，才導致出現短路令艙門突然打開，導致爆炸性氣壓下降。

## 1990年代
- 1990年8月2日，英國航空149號班機為一架波音747-136型（編號G-AWND），降落科威特時剛好是波斯灣戰爭開戰後不久，伊拉克入侵科威特，一名科威特皇室成員被殺，其他乘客則被伊拉克方面留置作為人肉盾牌。飛機其後被戰火炸毀。
- 1991年12月29日，中華航空358號班機為一架波音747-2R7F/SCD型全貨機（編號B-198），由中正國際機場飛往美國安克拉治途中，因引擎故障而回航，但在台灣臺北縣萬里鄉山區墜毀。5名機組人員罹難，該事故之後證明為引擎掛架設計缺陷所導致，波音公司亦因而發佈「召修」。此架貨機曾在執行CI334班機時遭機長王錫爵劫往中國大陸。
- 1992年2月14日，阿根廷航空386號班機（波音747-287B型客機）由布宜諾斯艾利斯經利馬飛往洛杉磯，在利馬補充餐食時有受霍亂弧菌污染的蝦進入機艙，導致76名乘客下機後感到不適，其中一人因霍亂死亡。
- 1992年10月4日，以色列航空1862號班機為一架波音747-258F型全貨機（編號4X-AXG），在荷蘭阿姆斯特丹墜落在民居。4名機組人員罹難，地面39人死亡。
- 1993年11月4日，中華航空605號班機為一架波音747-409型客機（編號B-165），於颱風夾帶的暴雨中在香港啟德機場降落後未能及時剎停飛機，衝落海中。機上274名乘客及22名機組人員中，23名乘客受傷送院。為避免影響飛航安全，在事故發生後不久其垂直尾翼即被爆破處理以清除航線上的障礙，該架747-400事後退役，成為全球第一架報廢的747-400型客機。
- 1994年12月11日，菲律賓航空434號班機為一架波音747-283B型客機（編號EI-BWF），由宿霧國際機場飛往東京成田國際機場途中，機上一個炸彈發生爆炸，一名乘客被炸死。飛機緊急降落沖繩那霸機場。
- 1995年6月21日，全日空857号班机为一架波音747-181SR型客机（编号JA8146），由东京飞往函館機場途中被劫持后在函馆机场遭扣留，次日凌晨被特殊部队突击解救，机上365人无一死亡。
- 1996年7月17日，環球航空800號班機為一架波音747-131型客機（編號N93119），由紐約甘迺迪國際機場前往巴黎戴高樂機場途中，在紐約長島上空附近爆炸，機上212名乘客及18名機組人員無人生還。事件起因仍有很多假設，包括被飛彈打中、由恐怖份子計劃的炸彈襲擊、被彗星打中等等。
- 1996年11月12日，沙地阿拉伯航空763號班機為一架波音747-168B型客機（編號HZ-AIH），與哈薩克航空1907號班機－一架伊留申Il-76型客機，在印度哈里亞納邦上空相撞。兩航機上349人全部罹難。
- 1997年5月17日，日本貨物航空一架波音747-400F型貨機在降落香港啟德機場時，由於飛機略為偏離航道，導致在著陸時其中一具發動機撞向跑道，但無人受傷。此事故全程由一名航空迷目擊，並在他翌年接受無綫電視《星期二檔案》攝製隊訪問時公開；而在節目製作時，日本貨物航空亦有就記者的提問，作出書面回應[1]。
- 1997年8月6日，大韓航空801號班機為一架波音747-3B5型客機（編號HL7468），在關島國際機場（Antonio B Won Pat International Airport）進場時，墜毀在尼米茲山山腰201米處。機上237名乘客和17名機組人員中，228人罹難。
- 1997年12月28日，聯合航空826號班機為一架波音747-122型客機（編號N4723U），由東京成田國際機場飛往檀香山國際機場，在太平洋上空遭遇湍流並急墜30米，最後返航至成田機場，102人受傷，1人因傷勢過重死亡。
- 1998年1月11日，大韓航空一架波音747型客機在降落香港啟德機場時由於違規操作，導致飛機略為偏離航道，無人受傷，但事件在航空界內備受爭議。
- 1998年8月5日，大韓航空8702號班機為一架波音747-4B5型客機（編號HL7496），在南韓金浦國際機場降落時因天氣惡劣，全機衝出跑道旁草叢，機翼折斷，25名乘客受傷。
- 1999年7月23日，全日空61號班機為一架波音747-481D型客機（編號JA8966），在由東京國際機場起飛后遭劫持，機長被殺。
- 1999年9月23日，澳洲航空1號班機為一架波音747-438型客機（編號VH-OJH），在強雷雨中降落在曼谷廊曼國際機場時滑出跑道，38人輕傷。

## 2000年代
- 2000年10月31日，新加坡航空006號班機為一架波音747-412客機（編號9V-SPK），因為大雨造成的能見度差，誤闖了正在施工維修而暫停開放的台北中正國際機場05右跑道，撞上跑道上的施工機具。機上159名乘客和20名機組人員中，83人罹難。
- 2001年1月31日，兩架均隸屬於日本航空的航機（一架是波音747-446D客機，另一架是麥道DC-10-40D客機）在靜岡縣燒津市駿河灣上空出現空中接近（Near miss）的危險情況。最終兩航機避免了相撞，但造成其中一班航機上100人受傷。（2001年日本航空航機空中接近事件）
- 2001年8月23日，沙特阿拉伯航空3830號班機為一架波音747-368客機（編號HZ-AIO），在馬來西亞吉隆坡國際機場在滑行道準備滑行至跑道時，機師不為意只有1號及4號引擎能控制機輪煞車時，只開動了2號及3號引擎，未能煞停飛機，失控掉到滑行道旁的明渠。機頭貨艙及機頭乘客艙幾乎被壓扁，機頭連機師室斷開。6名機艙服務員受傷送院。
- 2002年5月25日，中華航空611號班機為一架波音747-209B客機（編號B-18255），由台北中正國際機場（今桃園國際機場）前往香港國際機場途中，因金屬疲勞導致飛機在澎湖外海35,000呎高空解體墜毀。206名乘客及19名機組員無人生還。
- 2002年10月9日，西北航空85號班機為一架波音747-451客機（編號N661US），在白令海上空方向舵失靈，飛機折返並緊急降落安克雷奇國際機場，無人受傷。
- 2002年10月21日，日本航空356號班機為一架波音747-446D客機（編號JA8903），在進場過程中因風切變於39000英尺的高空中發生數次垂直爬升、俯衝及荷蘭滾等劇烈動作，導致33人受傷。
- 2004年1月15日，伊朗航空800號班機為一架波音747SP-86客機（編號EP-IAC）在北京首都國際機場起飛不久後發生液壓故障，飛機隨後緊急返航，但在落地時起落架發生坍塌。無人傷亡。
- 2005年8月19日，西北航空74號班機（日语：ノースウエスト航空74便胴体着陸事故）為一架波音747-251B客機（編號N627US），在關島國際機場進場時，機鼻前輪忽然收起，2名乘客受傷送院。盧森堡貨運（CargoLux）的747-400F在上海浦東國際機場也曾發生類似意外，但無人傷亡。
- 2008年5月25日，卡利塔航空207號班機為一架波音747-200F貨機（編號N704CK），在布魯塞爾機場衝出跑道，5名機組人員無人受傷。
- 2008年7月7日，卡利塔航空一架波音747-200F貨機（編號N714CK），預定由波哥大飛往邁阿密，起飛後引擎起火，緊急返場時墜毀，造成三名地面民眾死亡。
- 2008年7月25日，澳洲航空30號班機為一架波音747-400客機（編號VH-OJK），在香港往墨爾本的航段半途，機身下緣、前貨艙外殼處突然在高空飛行狀態下破了一個大洞，導致機艙氣壓驟降，飛機急墜6,000米。機師被迫立即在菲律賓馬尼拉國際機場緊急降落，機上346名乘客都沒受傷。
- 2008年7月29日，國泰航空889號班機為一架波音747-400客機，於準備降落溫哥華時，機身腹部一個冷氣槽的外部面板脫落。飛機受損輕微，最後成功安全降落溫哥華國際機場。

## 2010年代
- 2010年9月3日，联合包裹服务空运006號班機為一架波音747-44AF型貨機（編號N571UP），在由杜拜飛往科隆的途中因機上貨物失火，墜毀於杜拜郊區，機上2人全部死亡。
- 2010年11月29日，國泰航空一架編號CX270的波音747-467客機，由阿姆斯特丹出發直飛香港，機上載有306人和20名機組人員，於啟航後6小時，機艙加壓系統出現故障，機員遂執行指定安全程序，開啟乘客座位的氧氣罩，並轉飛最近的哈薩克卡拉幹達機場。
- 2011年7月28日，韓亞航空一架航班編號991的波音747-400F貨機（編號HL7604），在由仁川國際機場起飞前往上海浦東機場的半途，在濟州島以西約107公里的海上墜毀，機上兩人遇難。該機凌晨3时5分从仁川機場起飛后不久，機長便發現有機械故障的情況，於是選擇返航濟州國際機場，4时9分该機从雷達上消失并與地面失去聯繫。[2]
- 2013年4月29日，一架美國國家航空的波音747-400BCF（由亚特兰大冰岛航空实际运作），编号为N949CA的美国国家航空102号班机（货機），与当地时间下午3点30分从位于阿富汗的美军巴格拉姆空军基地飞往迪拜。起飞后不久，当飞机刚刚爬升到1200英尺（370米）空中时，机组人员接到报告，货舱内停放着的五辆重型军用车从固定位置脱落掉落到飞机尾部，造成飞机重心后移，并失速坠毁。事件造成机上7名机组人员全部遇难。全过程被机场附近一辆汽车的行车记录器拍下并传到网上。[3]
- 2015年3月19日，一架也門航空的波音747SP-27在也門亞丁機場被戰火炸毀。
- 2017年1月16日，土耳其航空一架由香港起飛航班編號6491的波音747-400F貨機（註冊編號TC-MCL），在降落瑪納斯國際機場時墜毀於附近一個居民區，造成4名機組人員及地面28名居民死亡（其中有6名兒童）。據吉爾吉斯共和國國家急救部稱，該機降落時天氣條件惡劣。事發時機場天氣極差，能見度僅50米。
- 2018年10月6日，天空租赁货运4854号班机的一架名为「年年有鱼」号的波音747-412F货机（注册号N908AR）在哈利法克斯机场降落时坠毁，机身断为两截，所幸机上5人无人伤亡。
- 2019年5月12日，澳洲航空公司一架在載有350人编号为QF-26的波音747客机，由东京飞往悉尼期间，其中一个引擎突然故障，改为在昆士兰凱恩斯國際機場降落。該事故無人員傷亡[4]。

## 2020年代
- 2020年8月27日，拉斯維加斯金沙集團一架波音747SP-21客機（編號VQ-BMS）卡爾克蘇堂區陳納德國際機場（英语：Chennault International Airport）封存期間遭遇颶風勞拉，飛機因多處受損而報廢。[5]
- 2021年2月20日，長尾航空5504號班機為一架波音747-412BCF货機（編號VQ-BWT），於荷蘭馬斯特里赫特-亞琛機場起飛後引擎起火，金屬碎片掉落至荷蘭梅爾森鎮附近，导致2人受伤[6]。
- 2022年1月16日，中華航空一架波音747-409F货機（編號B-18715）於台灣時間11點45分起飛前往阿拉斯加泰德·史蒂文斯安克拉治國際機場，但貨機起飛後發現引擎參數有問題，等待空中放油盤旋完畢後，在航管員的協助之下，於台灣時間下午1點08分返回台灣桃園國際機場，後續將由華航其餘747貨機代為執飛，本事無人傷亡。事後中華航空發出了聲明，初步研判是引擎遭到鳥擊導致參數異常。
- 2023年8月7日，卡利塔航空一架波音747-481F货机（编号N401KZ）于宁波栎社国际机场着陆后滑行偏出跑道。机组成员悉数安全救下并转移，涉事飞机未见明显损伤，无起火、无冒烟，事件未造成人员伤亡[7]。

## 外部連結
- （英文）波音747牽涉事故列表 （页面存档备份，存于）（AirDisaster.com）